# Championnats de Dominique de cyclisme sur route
Les championnats de Dominique de cyclisme sur route sont organisés par la Fédération locale de ce pays afin de déterminer les champions nationaux dominicains. 

## Podiums des championnats

### Élites Hommes
| Année | Vainqueur    | Deuxième       | Troisième    |
| ----- | ------------ | -------------- | ------------ |
| 2024  | Kohath Baron | Cerwin Laurent | Essiel Green |
| 2025  | Kohath Baron | Essiel Green   | Levi Baron   |

### Femmes
| Année | Vainqueur     | Deuxième | Troisième |
| ----- | ------------- | -------- | --------- |
| 2025  | Rachel Semper |          |           |

### Juniors Hommes
| Année | Vainqueur     | Deuxième       | Troisième |
| ----- | ------------- | -------------- | --------- |
| 2025  | Gitsun Marius | Stephan Carbon |           |

### Masters Hommes
| Année | Vainqueur      | Deuxième     | Troisième      |
| ----- | -------------- | ------------ | -------------- |
| 2024  | Chester Letang | Hayden Mills | Ronald Charles |